# Jessica Houara
Jessica Lucetta Léone Houara-d'Hommeaux, född 29 september 1987 i Angers, är en fransk fotbollsspelare. Hon ingick i Frankrikes trupp i VM i Kanada år 2015.